# Sedem velikih zamer
Sedem  velikih zamer (mandžursko ᠨᠠᡩᠠᠨ ᡴᠣᡵᠣ, nadan koro, kitajsko 七大恨, pinjin, Qī Dà Hèn, dobesedno Sedem velikih sovraštev) ali Sedem pritožb  je bil manifest, ki ga je objavil Nurhaci, kan Kasnejšega Džina, na trinajsti dan četrtega luninega meseca v tretjem letu obdobja Tjanming (kitajsko 天命, dobesedno Mandat nebes) njegove vladavine (7. maj 1618). Manifest je dejansko pomenil vojno napoved dinastiji Ming. 
Obstaja več poročil o Sedmih pritožbah. Prvo je v Resničnih zapisih Mandžurov, drugo v Resničnih zapisih Činga in tretje v zapisih Hurhacijevega naslednika Hong Tajdžija. Po zapisih slednjega je manifest vseboval naslednje pritožbe:
1. Ming je brez razloga ubil Nurhacijevega očeta in starega očeta.
2. Ming je zatrl klan Džjandžov in dajal prednost klanoma Jehe in Hada.
3. Ming je prekršil sporazum o ozemljih, sklenjen z Nurhacijem.
4. Za zaščito Jeheja pred Džjendžovom je Ming poslal svoje čete.
5. Ming je podprl klan Jehe in prelomil obljubo Nurhaciju.
6. Ming je prisilil Nurhacija, da se je odpovedal deželam v Čajheju, Sančiju in Fuanu.
7. Mingov uradnik Šang Bodži je zlorabil svojo moč in se znašal nad ljudmi.

Kmalu po objavi Sedmih pritožb se je začel napad na dinastijo Ming v Fušunu. Pomembno vlogo v vojni Činga z Mingom so imeli hanski prebežniki iz kitajske vojske. Prebegli generali so pogosto dobili žene iz cesarske družine Aisin Gioro, medtem ko so navadni prebegli vojaki pogosto dobili za žene nekraljevske mandžurske ženske. Nurhaci je eno od svojih vnukinj poročil z generalom Minga Li Jongfangom, potem ko je general leta 1618 Fušun predal Mandžurom. Lijevi potomci so dobili naslov vikont tretjega razreda.
Kot povračilo se je leto kasneje kaznovalna vojska Minga s približno 100.000 možmi po štirih različnih poteh pomikala proti Nurhacijevim Mandžurom. Mandžuri so pozimi dosegli več zmag proti Mingom. Odločilna je bila bitka pri Sarhuju, v kateri je Nurhaci premagal številčnejšo in boljše oboroženo kitajsko in korejsko vojsko. 
Dinastija Ming je postala utrujena zaradi kombinacije notranjih sporov in nenehnega nadlegovanja Mandžurov. 26. maja 1644 je Peking padel v roke kmečke uporniške vojske, ki jo je vodil Li Dzičeng. Med pretresi se je zadnji cesar Minga Džu Jovdžjan obesil na drevo v cesarskem vrtu pred Prepovedanim mestom. Mandžuri so se nato povezali z generalom Minga Vu Sanguijem in prevzeli nadzor nad Pekingom ter strmoglavili Li Dzičengovo kratkoživo dinastijo Šun in na Kitajskem vzpostavili vladavino dinastije Čing. 